# Gran Premio di Spagna 2023
Il Gran Premio di Spagna 2023 è stata la settima prova della stagione 2023 del campionato mondiale di Formula 1. La gara si è disputata domenica 4 giugno sul Circuito di Barcellona-Catalogna a Montmeló ed è stata vinta dall'olandese Max Verstappen su Red Bull Racing-Honda RBPT, al quarantesimo successo in carriera; Verstappen ha preceduto sotto la bandiera a scacchi i due piloti britannici della Mercedes, Lewis Hamilton e George Russell.
Per Max Verstappen è il terzo Grand Chelem (pole position, giro veloce e vittoria del Gran Premio conducendo tutti i giri in testa), dopo il Gran Premio dell'Emilia-Romagna 2022, e il sesto hat trick (pole position, giro veloce e vittoria), dopo il Gran Premio d'Olanda 2022, in carriera in Formula 1. All'intero weekend di gara hanno assistito 284 066 spettatori, allora nuovo record per il Gran Premio di Spagna sul circuito di Catalogna. Il precedente primato apparteneva all'edizione del 2022, caratterizzata da una presenza di 277 836 spettatori nel fine settimana.

## Vigilia

### Aspetti tecnici
Per questo Gran Premio la Pirelli, fornitore unico degli pneumatici, offre la scelta tra gomme di mescola C1, C2 e C3, alla luce delle caratteristiche tecniche del circuito, la tipologia di pneumatici che caratterizza la gamma centrale del genere di coperture messe a disposizione dall'azienda italiana. Fin dall'edizione 2019 del Gran Premio, la Pirelli ha sempre stabilito la stessa tipologia di pneumatici per questo appuntamento. Essa viene stabilita per la seconda volta in stagione dopo il Gran Premio del Bahrein, prova inaugurale.
La Federazione conferma le due zone del Drag Reduction System in uso dall'edizione 2013 della gara quando l'organo mondiale dell'automobilismo decise di aumentare sul Circuito di Barcellona-Catalogna a due i tratti in cui utilizzare il dispositivo mobile, dopo l'unica precedente zona utilizzata dal 2011, stagione in cui il dispositivo fu introdotto nella categoria, al 2012, al fine di favorire i sorpassi. I piloti possono attivare l'ala mobile sul rettilineo principale dei box, con punto per la determinazione del distacco fra piloti posto alla prima linea bianca della safety car, e tra la curva 9 e la curva 10, il nuovo tratto aggiuntivo introdotto in seguito, con detection point fissato prima della curva 9.
La Federazione ha anche analizzato le zone del DRS durante il 2022, introducendo cambiamenti per il 2023 al fine di facilitare i sorpassi o renderli più difficili in alcuni circuiti in cui si riteneva che la zona in cui utilizzare il dispositivo mobile fosse troppo facile o difficile al fine di effettuare un sorpasso. Il Circuito di Barcellona-Catalogna non rientra tra i tracciati oggetto di queste modifiche.
Da questa edizione del Gran Premio la gara viene corsa su una diversa configurazione della pista. Durante la pausa invernale, la variante introdotta nell'edizione del 2007 per ridurre la velocità di percorrenza dell'ultima curva, per questioni di sicurezza, viene rimossa. Il layout del circuito, delle ultime due curve, torna ad essere quello che era il disegno originario della pista nell'anno della sua introduzione nel calendario del campionato mondiale, risalente al 1991. È anche la configurazione più veloce della pista, utilizzata dalla categoria per l'ultima volta nell'edizione del 2006, senza considerare la modifica alla curva 10 approntata nell'edizione 2021. Il tracciato presenta adesso una lunghezza di 4 657 metri, diciotto meno della lunghezza della precedente configurazione che fu utilizzata dall'edizione del 2021, quattordici curve, due in meno rispetto al vecchio layout, ed è percorribile sempre per 66 giri, ma adesso pari a 307,236 km.
Rispetto all'edizione del 2022 e a seguito delle modifiche al layout, nuove barriere Tecpro vengono introdotte alla curva 13 e alla curva 14. L'erba artificiale è stata rimossa alla curva 3. Vi è un ampliamento dell'area di fuga alla curva 1 di circa 30 metri, con ulteriori 70 metri di ghiaia, più una pendenza del 5%, e una nuova recinzione a protezione della stessa e della curva 2 per migliorare la sicurezza in pista, insieme a una strada per i mezzi di soccorso. È presente un nuovo bordo in cemento all'ingresso della curva 7 sul lato destro. Vi è la rimozione dei dissuasori all'apice della curva 1, all'apice della curva 2 e nella via di fuga, all'uscita della curva 4, all'apice della curva 5, all'apice della curva 7, all'apice e all'uscita della curva 9, e all'apice dalla curva 12. La larghezza della linea bianca all'uscita della curva 12 sul lato sinistro è stata estesa fino a trenta centimetri. Il tabellone all'uscita della corsia dei box viene rimodellato, includendo una torre di segnalazione più moderna, oltre alla riverniciatura e alla sostituzione di cordoli e delle barriere dei pneumatici. Le aree hospitality lungo il rettilineo principale vengono ampliate e modernizzate, mentre i servizi igienici permanenti nelle aree degli spettatori vengono rinnovati. Il numero dei pannelli luminosi per tutto il tracciato viene ridotto da diciassette a sedici con il nuovo layout, con la rimozione dell'ex pannello luminoso numero 16 posto sulla destra prima della chicane della curva 14 e della curva 15. Il pannello luminoso numero 14 posto sulla sinistra alla curva 12 viene spostato più avanti.
La Federazione stabilisce che qualsiasi pilota che oltrepassa la linea bianca sul lato sinistro alla curva 1 e alla curva 2 con tutte e quattro le ruote, può rientrare in pista alla curva 3 se la vettura passa a sinistra dei due dissuasori all'ingresso di quest'ultima. Prima della terza sessione di prove libere del sabato, la direzione gara comunica che, alla luce delle condizioni meteo, viene reso disponibile un set addizionale di pneumatici intermedi per ogni pilota prima dell'inizio delle qualifiche.
Prima dell'inizio della prima sessione di prove libere del venerdì, la seconda scatola del cambio e la seconda trasmissione vengono installate sulla vettura di Oscar Piastri, Lando Norris, Valtteri Bottas e Zhou Guanyu. Entrambi i piloti della McLaren e dall'Alfa Romeo non sono penalizzati sulla griglia di partenza in quanto i nuovi componenti installati rientrano tra quelli utilizzabili nel numero massimo stabilito dal regolamento tecnico. Sulla vettura di Max Verstappen e Sergio Pérez viene installata la seconda unità relativa al motore a combustione interna, al turbocompressore, all'MGU-H e all'MGU-K, e la terza unità degli stessi componenti sulla vettura di Lando Norris. Sulla vettura di Fernando Alonso e Logan Sargeant viene installata la seconda unità relativa al sistema di recupero dell'energia e all'unità di controllo elettronico, e sulla vettura di Nico Hülkenberg la seconda unità di quest'ultimo componente. Sulla vettura di Piastri viene installata la quarta unità relativa all'impianto di scarico. Tutti i piloti non sono penalizzati sulla griglia di partenza in quanto i nuovi componenti installati rientrano tra quelli utilizzabili nel numero massimo stabilito dal regolamento tecnico.

### Aspetti sportivi
Il Gran Premio rappresenta il settimo appuntamento stagionale a distanza di una settimana dalla disputa del Gran Premio di Monaco, sesta gara del campionato. Per la seconda volta in stagione, il mondiale prevede la disputa di una prova a distanza di una settimana dall'altra. Il mondiale va di scena ancora in Europa con il secondo appuntamento della stagione, consecutivo, previsto nel vecchio continente. Il Gran Premio di Spagna è la prima di due prove totali calendarizzate nel mese di giugno. Esso sarebbe stato inizialmente il terzo appuntamento di un trittico di gare, il primo su due totali in stagione, collocato dopo il Gran Premio dell'Emilia-Romagna, annullato a causa dell'ondata eccezionale di maltempo che prima del weekend di gara si abbatte sulla regione, e il precedente Gran Premio di Monaco, quest'ultime due prove programmate nel mese di maggio. In questa stagione, la Federazione stabilisce la disputa della gara nel mese di giugno, per la prima volta dall'edizione del 1996. In calendario, gli appuntamenti della gara spagnola e di quella monegasca vengono invertiti, rispetto agli ultimi campionati. Esso presenta il Gran Premio di Spagna dopo di quello di Monaco per la prima volta dal 1999. Dopo cinque weekend di gara consecutivi disputati sulla tipologia di tracciato cittadino, il mondiale disputa un appuntamento su una pista permanente, per la prima volta dal Gran Premio del Bahrein, prima prova del campionato. Il contratto per l'inserimento della gara nel calendario mondiale, sempre sul circuito di Catalogna, è stato rinnovato nel mese di novembre 2021 fino alla stagione 2026. Per la prima volta, il Gran Premio è sponsorizzato da AWS, azienda statunitense di proprietà del gruppo Amazon. A questa edizione assistono 284 066 spettatori nel corso del weekend di gara, il quale rappresenta il record assoluto per il Gran Premio. Il precedente primato apparteneva all'edizione precedente del 2022, caratterizzata da 277 836 spettatori nel fine settimana.
Presente nel calendario del campionato mondiale di Formula 1 fin dalla stagione 1951 e valido quale prova della categoria dallo stesso anno, il Gran Premio di Spagna vede la disputa della sessantaquattresima edizione, la cinquantatreesima valida per il mondiale di Formula 1. È il secondo Gran Premio più antico dopo quello di Francia, con la prima edizione avvenuta nel 1913 sul circuito di Guadarrama, prova non valida per il mondiale. Il circuito di Catalogna, sede della gara, ospita il mondiale fin dalla stagione 1991, giungendo alla trentatreesima edizione. Il circuito è stato oggetto di sei configurazioni diverse fin dal suo debutto, la più recente in uso da questa edizione del Gran Premio. Solo altri tre circuiti di questo campionato, Silverstone sede del Gran Premio di Gran Bretagna, l'Hungaroring sede del Gran Premio d'Ungheria e l'Autodromo nazionale di Monza, sede del Gran Premio d'Italia, hanno ospitato consecutivamente più gare del circuito catalano. Il circuito di Catalogna viene tradizionalmente scelto, come una delle due sedi, insieme al circuito di Manama, in Bahrein, per la disputa dei test invernali, scelta per l'ultima volta avvenuta nel corso della stagione precedente. A partire dal 1999, il circuito ha ospitato più di 120 giorni di test. Il Gran Premio di Spagna è stato corso in altre quattro località; Pedralbes dal 1951 al 1954, Jarama nel 1968, 1970, 1972, 1974, dal 1976 al 1979, e nel 1981, Montjuic Park nel 1969, 1971, 1973 e 1975, e Jerez de la Frontera dal 1986 al 1990. Il Gran Premio di Spagna non è stato disputato nel 1952 e 1953, dal 1955 al 1966, e dal 1982 al 1985. L'edizione del 1980 a Jarama non venne considerato quale prova valida per il mondiale a causa della disputa FISA-FOCA. La Spagna ha anche ospitato sette edizioni del soppresso Gran Premio d'Europa: nel 1994 e nel 1997 sul circuito di Jerez de la Frontera, mentre dal 2008 al 2012 sul dismesso circuito di Valencia.
Alla vigilia del Gran Premio dell'Emilia-Romagna, poi annullato, la Pirelli, fornitore unico degli pneumatici, annuncia l'introduzione di nuove coperture che vedranno il loro debutto nel Gran Premio di Gran Bretagna a inizio luglio. La nuova specifica contiene materiali già sviluppati per il 2024 e che li rendono più resistenti, senza influire sugli altri parametri tecnici. Le squadre possono provare due set aggiuntivi di gomme dure nelle prime due sessioni di prove libere di questo Gran Premio. Viene anche ufficializzata una doppia giornata di test, sempre sul circuito spagnolo, il martedì e mercoledì successivi alla disputa della gara, che vede la scuderia tedesca Mercedes e il costruttore italiano Ferrari impegnate a testare gli pneumatici della prossima stagione. Nell'occasione la scuderia di Brackley vede il debutto con il team del pilota di riserva della scuderia, il tedesco Mick Schumacher, nella giornata del mercoledì.
La scuderia britannica McLaren annuncia il nuovo direttore tecnico della scuderia, Rob Marshall, proveniente dalla scuderia austriaca Red Bull Racing. Il suo ruolo all'interno della nuova scuderia sarà effettivo all'inizio del prossimo anno. Marshall lavorava alla scuderia di Milton Keynes da diciassette anni e attualmente era impegnato sugli studi relativi ai regolamenti 2026 per il costruttore. La scuderia di Woking corre con una livrea celebrativa per omaggiare le vittorie ottenute, tra il 1974 e il 1995, nella 500 Miglia di Indianapolis, nel Gran Premio di Monaco e nella 24 Ore di Le Mans, riconoscimento noto come Triple Crown, come parte dei festeggiamenti dei sessant'anni del team con sede a Woking. La speciale livrea è già stata utilizzata anche nel precedente Gran Premio di Monaco. La scuderia svizzera Alfa Romeo viene iscritta al Gran Premio come Alfa Romeo F1 Team Kick. Il costruttore fu inizialmente iscritto allo stesso modo nel Gran Premio d'Arabia Saudita, prima di essere registrato come Alfa Romeo F1 Team Stake, e nel Gran Premio d'Australia.
Il pilota australiano della McLaren, Oscar Piastri, quello statunitense della Williams, Logan Sargeant, e quello olandese dell'AlphaTauri, Nyck de Vries, debuttanti nella categoria in questo campionato, a pieno regime compreso De Vries, hanno già gareggiato sul circuito di Catalogna, in altre categorie. Piastri ha corso in Formula Renault Eurocup e nel campionato 2020 di Formula 3, con la vittoria nella gara Sprint. De Vries ottenne una vittoria nel campionato 2023 dell'Eurocup Formula Renault 2.0, dopodiché in GP3 Series e in Formula 2, dove vinse la gara Sprint del campionato 2019. Nella precedente stagione ha preso alla prima sessione di prove libere del venerdì con la Williams. Sargeant ottenne un primo e secondo posto nel campionato 2018 della Formula Renault Eurocup. Successivamente ha registrato tre apparizioni in Formula 3. L'anno precedente in Formula 2 terminò terzo nella Sprint Race e quarto nella Feature Race.
L'ex pilota di Formula 1, il britannico Derek Warwick, è nominato commissario aggiunto per la gara. Ha svolto già in passato tale funzione, l'ultima al Gran Premio del Bahrein, gara inaugurale della stagione. È la casa automobilistica tedesca Mercedes a fornire la safety car e la medical car.

## Prove

### Resoconto
Max Verstappen ha conquistato il miglior tempo della prima sessione di prove libere. Il campione del mondo, dopo aver colto la prestazione, si è concentrato sullo studio delle gomme a mescola morbida. L'olandese ha preceduto di oltre sette decimi l'altro pilota della Red Bull Racing, Pérez. Alle spalle del duo della scuderia austriaca si è piazzato Esteban Ocon. La sessione è stata utilizzata dalle scuderie per i test degli pneumatici per la prossima stagione. La Ferrari ha fatto testare la versione aggiornata della sua monoposto, ridisegnata nei sidepod e convertitasi alla filosofia del downwash al fine di migliorare la gestione dei flussi al retrotreno, al solo Carlos Sainz Jr., che, però, non si è dimostrato più rapido di Charles Leclerc, che ha utilizzato la versione meno recente.
Verstappen ha confermato la sua velocità sia sul giro secco, che sulla prestazione di gara, anche nella seconda sessione. È stato anche l'unico pilota a chiudere il giro in meno di un minuto e quattordici secondi. Questa volta però la sua superiorità è stata meno evidente, tanto da precedere Fernando Alonso di soli 170 millesimi. La lotta tra i piloti è molto serrata, tanto che i primi diciassette sono nel giro di un secondo. A sorpresa, al terzo posto, è salito Nico Hülkenberg, il migliore dei piloti motorizzato dalla Ferrari. La scuderia italiana, che ha chiuso con il sesto e settimo tempo, sembra dimostrare una certa competitività sul passo di gara, con l'utilizzo delle gomme medie. Si sono dimostrate meno performanti le Mercedes, che in entrambe le sessioni sono rimaste a centro classifica. Il team tedesco, sulle proprie monoposto, nel precedente Gran Premio di Monaco, oltre ad aver modificato la sospensione anteriore al fine di ridurre il beccheggio, aveva ridisegnato la geometria dei sidepod, che, dopo la rinuncia della caratteristica veste slim, si presentano adesso più rotondi e spioventi e con un ingrandimento della sezione d'entrata delle bocche di raffreddamento, conformandosi alla filosofia degli altri team.
Durante le prime due sessioni di prove libere del venerdì, Sergio Pérez, Carlos Sainz Jr., Fernando Alonso e Alexander Albon utilizzano l'assemblaggio di una trasmissione al di fuori dell'allocazione prevista secondo il regolamento tecnico. Tutti i piloti non sono penalizzati sulla griglia di partenza in quanto tale operazione rientra tra quelle effettuabili nel numero massimo consentito dal regolamento tecnico.
Nella notte tra il venerdì e il sabato, la Haas e la Williams utilizzano uno dei due coprifuochi concessi durante la stagione per effettuare le operazioni sulle proprie vetture. Entrambe le scuderie non ricevono sanzioni. Prima dell'inizio della terza sessione di prove libere del sabato, sulla vettura di Pierre Gasly viene installata la terza unità relativa al motore a combustione interna, al turbocompressore, all'MGU-H e all'MGU-K, e la quarta unità relativa all'impianto di scarico. La stessa unità di quest'ultimo componente viene installata sulla vettura di Esteban Ocon. Entrambi i piloti dell'Alpine non sono penalizzati sulla griglia di partenza in quanto i nuovi componenti installati rientrano tra quelli utilizzabili nel numero massimo stabilito dal regolamento tecnico.
Il team principal della Haas, Günther Steiner, viene convocato dai commissari sportivi a seguito di alcune dichiarazioni rilasciate nei confronti della direzione gara nella giornata del giovedì riguardo la penalità inflitta al pilota tedesco Nico Hülkenberg, reo di aver causato una collisione con quello statunitense della Williams, Logan Sargeant, nel corso del primo giro del precedente Gran Premio di Monaco. A causa di un potenziale conflitto di interessi, Felix Holter, uno dei commissari per questo Gran Premio, si ritira dalla partecipazione alla convocazione, venendo sostituito da Matthew Selley. Holter, il quale era uno dei commissari del Gran Premio di Monaco, viene reintegrato al termine della convocazione. In relazione agli articoli 12.2.1.c e 12.2.1.f del codice sportivo internazionale della Federazione, Steiner non riceve sanzioni, mentre in relazione all'articolo 12.2.1.k una reprimenda.
Anche nella sessione del sabato la Red Bull Racing ha comandato la lista dei tempi. Verstappen si è confermato il più veloce, precedendo Pérez per due decimi. Il lavoro dei piloti si è concentrato nei primi minuti, visto l'arrivo della pioggia, nella seconda parte della stessa. Poco prima dell'inizio delle precipitazioni Logan Sargeant è uscito di pista, perdendo il controllo della sua vettura, nell'ultima curva del tracciato. Nella classifica dei tempi è risalito al terzo posto Lewis Hamilton, che ha preceduto Sainz Jr., che si era, inizialmente, preoccupato di rodare un set di gomme a mescola media, prima di provare un giro rapido. Negli ultimi minuti della sessione, con la pista più asciutta, alcuni piloti hanno nuovamente provato con gomme slick; questo però ha portato anche a degli errori, con delle vetture che sono finite nelle vie di fuga.

### Risultati
Nella prima sessione del venerdì si è avuta questa situazione:
| Pos | Nº | Pilota         | Costruttore                | Tempo    | Gap    | Giri |
| --- | -- | -------------- | -------------------------- | -------- | ------ | ---- |
| 1   | 1  | Max Verstappen | Red Bull Racing-Honda RBPT | 1'14"606 |        | 32   |
| 2   | 11 | Sergio Pérez   | Red Bull Racing-Honda RBPT | 1'15"374 | +0"768 | 32   |
| 3   | 31 | Esteban Ocon   | Alpine-Renault             | 1'15"418 | +0"812 | 28   |

Nella seconda sessione del venerdì si è avuta questa situazione:
| Pos | Nº | Pilota          | Costruttore                  | Tempo    | Gap    | Giri |
| --- | -- | --------------- | ---------------------------- | -------- | ------ | ---- |
| 1   | 1  | Max Verstappen  | Red Bull Racing-Honda RBPT   | 1'13"907 |        | 34   |
| 2   | 14 | Fernando Alonso | Aston Martin Aramco-Mercedes | 1'14"077 | +0"170 | 30   |
| 3   | 27 | Nico Hülkenberg | Haas-Ferrari                 | 1'14"177 | +0"270 | 31   |

Nella sessione del sabato mattina si è avuta questa situazione:
| Pos | Nº | Pilota         | Costruttore                | Tempo    | Gap    | Giri |
| --- | -- | -------------- | -------------------------- | -------- | ------ | ---- |
| 1   | 1  | Max Verstappen | Red Bull Racing-Honda RBPT | 1'13"664 |        | 14   |
| 2   | 11 | Sergio Pérez   | Red Bull Racing-Honda RBPT | 1'13"914 | +0"250 | 14   |
| 3   | 44 | Lewis Hamilton | Mercedes                   | 1'14"072 | +0"408 | 9    |

## Qualifiche

### Resoconto
La pista si presenta in buone condizioni, all'inizio delle qualifiche, ma la minaccia della pioggia spinge molti piloti ad affrontare immediatamente il tracciato, nel tentativo di assicurarsi un giro rapido, prima che il circuito diventi troppo lento. Solo le Ferrari, assieme a Sargeant, che però sconta una vettura ancora in corso di riparazione, dopo l'incidente del mattino, decidono di attendere qualche minuto. Al comando si piazza Esteban Ocon, davanti a Pierre Gasly e Nico Hülkenberg, prima che la direzione di gara esponga la bandiera rossa che sospende le prove, quando mancano oltre quattordici minuti al termine della sessione. Ciò a causa delle uscite di pista per Valtteri Bottas e per Sargeant: entrambi i piloti finiscono nella via di fuga, ma sono capaci di recuperare il tracciato, che si presenta però scivoloso, costringendo diversi altri conduttori a commettere degli errori. Nel frattempo il tempo di Hülkenberg viene cancellato, in quanto il tedesco ha superato i limiti della pista. Dopo otto minuti la sessione viene ripresa. Verstappen conquista il miglior tempo; poco dopo Gasly si pone sulla traiettoria di Sainz Jr., disturbando la prestazione del ferrarista. Anche Sargeant, dopo il protrarsi delle riparazioni sulla sua Williams, può prendere parte alla Q1. La graduatoria, alle spalle del campione del mondo, vede Oscar Piastri, Ocon, Zhou Guanyu, Sainz Jr. e Alonso. Anche Leclerc vede cancellato il suo tempo, sempre per aver sorpassato i limiti della pista. Alcuni piloti cercano due giri veloci, intervallati da un giro di raffreddamento. Hamilton rimonta terzo, mentre Norris è settimo, presto battuto da Nyck de Vries, che aveva commesso un testacoda, nel corso del suo primo tentativo. Quando mancano cinque minuti al termine della sessione risultano non qualificati Pérez, Leclerc, Tsunoda, Albon e Sargeant. Recupera il terzo posto Lance Stroll, sempre alle spalle di Piastri. Recupera anche Pérez, che sale quarto, prima che Pierre Gasly conquisti il miglior tempo, battuto, in seguito, da Hülkenberg. Anche Leclerc riesce a entrare tra i qualificati, mentre molti altri piloti sono capaci, ancora, di migliorarsi. Lewis Hamilton si prende il miglior tempo (1'12"937), davanti ai connazionali Norris e Russell. Vengono eliminati Bottas, Magnussen, Albon, Leclerc e Sargeant. Pérez riesce a entrare in Q2 per soli 103 millesimi. Nella parte finale della sessione Gasly si trova nuovamente coinvolto in un'ipotesi di impending, questa volta ai danni di Verstappen.
Nella seconda fase l'olandese fissa il tempo di riferimento, in 1'27"760; resta distante Pérez (1'13"614). Dietro al messicano c'è Sainz Jr., prima che George Russell scali secondo. Il pilota della Mercedes vede il suo tempo migliorato da Stroll e, poi, anche da Alonso. Hamilton, dopo aver colto la miglior prestazione assoluta nel primo settore, è costretto ad abbandonare il suo giro, per un errore di guida. Ripartito nel giro successivo, il britannico coglie ancora la miglior prestazione nel primo e terzo settore, che gli vale il secondo tempo. Quando mancano solo quattro minuti alla fine della Q2, Pérez, ottavo, si rilancia in pista, così come Sainz Jr., nono. Il pilota della Red Bull Racing commette un errore nel primo settore, e deve abortire il giro veloce, tentando un ultimo giro rapido, negli istanti finali, senza possibilità di passare ai box, per montare un treno di gomme nuove. Sainz Jr., dal suo canto, è capace di cogliere il secondo tempo. Poco dopo Norris lima il tempo di Sainz Jr. di quattordici millesimi. Questa volta Sergio Pérez non è capace, per cinque centesimi, di conquistare l'accesso alla fase successiva. Assieme a lui non entrano in Q3 Russell, Zhou e e le due AlphaTauri di De Vries e Tsunoda. Le due Mercedes sono arrivate, nella parte finale della sessione, a contatto, sul rettifilo dei box: Russell, non avvedendosi del sopraggiungente Hamilton, si sposta sull'esterno della pista, per lasciare maggiore spazio a Sainz Jr., alla sua destra; così facendo però chiude la traiettoria al compagno di scuderia, che ha la sua vettura danneggiata, anche se in modo non grave, tanto da poter prendere parte, regolarmente, alla fase conclusiva delle qualifiche.
Ocon segna il primo tempo della Q3 (1'13"656), largamente battuto da Verstappen (1'12"272). Norris si issa in seconda posizione, ma a più di un secondo dall'olandese; successivamente Hamilton batte il tempo del pilota della McLaren, restando però molto lontano dal rilievo cronometrico del campione del mondo. Sainz Jr. è quarto, davanti a Piastri. Verstappen è stato, però, l'unico a poter utilizzare, per questo primo tentativo, un set di gomme nuove. Hülkenberg cerca un solo tentativo, al fine di evitare il traffico. Il pilota della Haas è terzo. Anche Alonso si limita, per problemi tecnici, a un solo giro rapido, chiudendo quarto. L'arrivo degli altri piloti riscrive la classifica: Sainz Jr. risale secondo, Norris terzo e Gasly quarto. Verstappen, veloce anche nel secondo tentativo, vista l'impossibilità per gli altri concorrenti di battere il suo tempo, decide di non completare il suo ultimo giro.
Max Verstappen conquista la ventiquattresima pole position in carriera, la quarta della stagione e la seconda consecutiva in campionato, nonché la prima sul circuito di Catalogna, sul diciottesimo tracciato differente. Il campione del mondo, che eguaglia il numero delle pole position nella categoria di Niki Lauda e Nelson Piquet, ottiene la prima partenza al palo sul circuito dove ottenne la prima vittoria in carriera durante la stagione 2016 con la Red Bull Racing, all'epoca il pilota più giovane della storia della Formula 1 a trionfare in un Gran Premio. Per il costruttore austriaco è l'ottantasettesima pole position, la terza consecutiva e la sesta complessiva in stagione, la terza nel Gran Premio di Spagna, la prima da quella ottenuta nell'edizione del 2011 con Mark Webber, spinta da propulsori Renault. Sainz Jr., secondo, parte in prima fila per la prima volta nel Gran Premio di casa e dal Gran Premio degli Stati Uniti d'America 2022, sulla pista dove ha sempre ottenuto punti nelle otto precedenti apparizioni. Per lo spagnolo è la prima partenza in prima fila in stagione, la seconda complessiva dell'anno per la Ferrari dopo la pole position di Leclerc nel Gran Premio d'Azerbaigian. Norris si qualifica quattro posizioni davanti rispetto al miglior risultato della McLaren nelle prove ufficiali in campionato. Per la scuderia inglese è la prima partenza nei primi tre posti dal terzo posto di Hamilton nell'edizione 2011. Norris non ha mai concluso oltre il settimo posto dopo essere partito terzo. L'ultima volta che il britannico partì in questa posizione fu nel Gran Premio d'Italia 2022, quando è scattato l'anti-stallo in partenza e ha perso tre posizioni Hamilton, quarto alla partenza per via della penalità di Gasly, è partito meglio di questa posizione solo una volta in stagione, nel Gran Premio d'Australia, mentre Stroll, quinto dopo la penalità del pilota dell'Alpine, eguaglia il risultato dell'edizione del 2020 e del Gran Premio d'Arabia Saudita, e si qualifica davanti ad Alonso per la prima volta. Ocon si trova nei primi sei in griglia per la seconda gara consecutiva. Nessun pilota ha concluso a podio su questo circuito fuori dalle prime sei posizioni nell'era turbo-ibrida iniziata nella stagione 2014. Hülkenberg, qualificato ottavo, ma settimo alla partenza, termina una striscia di tre gare senza qualificarsi al Q3, raggiungendo questa fase sul circuito di Catalogna per la prima volta in dieci tentativi, eguagliando la miglior partenza della Haas su questa pista. Il tempo di Alonso in Q2 è stato più veloce di 0"409 di quello registrato in Q3, per la nona posizione, ma ottava al via, la peggiore partenza dello spagnolo in stagione, mentre Piastri raggiunge il Q3 per la terza volta in campionato. Gasly è qualificato quarto, la miglior prestazione in Q3 dal Gran Premio del Qatar 2021, e la seconda gara consecutiva in cui l'Alpine presenta un pilota nei primi quattro posti. Per via della penalità, Gasly parte decimo, e invece della miglior partenza dell'anno, essa è la peggiore dall'eliminazione in Q1 nel Gran Premio d'Azerbaigian. Pérez manca l'accesso al Q3 in due gare consecutive per la prima volta dalla fine del 2019, venendo eliminato in Q1 per soli 0"103. Russell viene sopravanzato in qualifica dal compagno di scuderia Hamilton per la prima volta su questo circuito, per la seconda eliminazione in Q2, dopo il Gran Premio d'Azerbaigian, in quattro gare, e causando una collisione con Hamilton verso la fine della stessa fase. Il tredicesimo posto di Zhou è il miglior risultato dal Gran Premio d'Arabia Saudita, mentre De Vries sopravanza Tsunoda in qualifica per la seconda volta in campionato dopo che l'ultimo tempo registrato dal giappone in Q2 è stato cancellato per aver superato i limiti del tracciato. Bottas è qualificato oltre il settimo posto per la prima volta su questo tracciato dal debutto nel campionato 2013 con la Williams, mentre Magnussen è eliminato in Q3 per la terza volta nelle ultime quattro gare, con il compagno di squadra Hülkenberg che raggiunge invece la fase finale. Albon è eliminato in Q1 per solamente la seconda volta in stagione dopo il Gran Premio d'Arabia Saudita. Leclerc, diciannovesimo, e in pole position nell'edizione precedente della gara, è eliminato in Q1, per la prima volta dal Gran Premio di Monaco 2019, terminando una striscia di ottantadue gare in cui si è piazzato meglio in qualifica. L'ultima volta in cui partì così indietro in griglia fu nel Gran Premio del Canada 2022, dove terminò quinto dalla diciannovesima posizione. In carriera, il pilota monegasco non è mai partito oltre questa posizione. Verstappen è solamente il secondo pilota della Red Bull Racing a ottenere la pole position sul circuito di Catalogna dopo Mark Webber nelle edizioni del 2010 e 2011. È la prima volta in stagione che il campione del mondo ottiene due partenze al palo consecutive. La scuderia di Milton Keynes è alla ricerca della novantanovesima vittoria come costruttore, la centesima nella storia del team considerando i giorni come Stewart Grand Prix, grazie alla vittoria di Johnny Herbert nel Gran Premio d'Europa 1999. Con ventinove delle precedenti trentadue gare vinte da piloti partenti in prima fila, il trionfo può essere conteso da Verstappen e Sainz Jr.. Sette costruttori differenti occupano le prime sette posizioni per la prima volta dal Gran Premio del Belgio 2021. Per la prima volta dal Gran Premio del Belgio 2012, in Q3 non è stata presente una vettura Red Bull Racing, Ferrari e Mercedes. Il tempo della pole position di 1'12"272 appannaggio di Verstappen rappresenta il rilievo cronometrico più rapido in qualifica sul circuito di Catalogna, con la nuova configurazione. È anche il tempo più rapido fra tutte le sei configurazioni utilizzate fin dal debutto del circuito nel calendario del campionato mondiale, nella stagione 1991.
Sono stati cancellati quattro tempi dai commissari sportivi ai piloti per non aver rispettato i limiti della pista, durante le qualifiche. Si sono visti cancellare il tempo Nico Hülkenberg (alla curva 5), Charles Leclerc (alla curva 2), Sergio Pérez (alla curva 5) e Yuki Tsunoda (alla curva 5).
Al termine delle qualifiche, Pierre Gasly e Carlos Sainz Jr. vengono convocati dai commissari in quanto il pilota francese ha ostacolato quello spagnolo alla curva 13, nel corso della Q1. Gasly viene penalizzato di tre posizioni sulla griglia di partenza. Il pilota dell'Alpine viene nuovamente convocato insieme a Max Verstappen in quanto il pilota francese ha ostacolato quello olandese alla curva 4, sempre nel corso della Q1. Anche in questo caso Gasly viene penalizzato di tre posizioni in griglia. George Russell e Lewis Hamilton vengono convocati in quanto il primo ha cambiato direzione in modo anomalo provocando la collisione con il secondo sul rettilineo principale dei box, durante la Q2. Russell e la Mercedes ricevono un avvertimento formale.

### Risultati
Nella sessione di qualifica si è avuta questa situazione:
| Pos                         | Nº | Pilota           | Costruttore                  | Q1       | Q2       | Q3       | Griglia |
| --------------------------- | -- | ---------------- | ---------------------------- | -------- | -------- | -------- | ------- |
| 1                           | 1  | Max Verstappen   | Red Bull Racing-Honda RBPT   | 1'13"615 | 1'12"760 | 1'12"272 | 1       |
| 2                           | 55 | Carlos Sainz Jr. | Ferrari                      | 1'13"411 | 1'12"790 | 1'12"734 | 2       |
| 3                           | 4  | Lando Norris     | McLaren-Mercedes             | 1'13"295 | 1'12"776 | 1'12"792 | 3       |
| 4                           | 10 | Pierre Gasly     | Alpine-Renault               | 1'13"471 | 1'13"186 | 1'12"816 | 10      |
| 5                           | 44 | Lewis Hamilton   | Mercedes                     | 1'12"937 | 1'12"999 | 1'12"818 | 4       |
| 6                           | 18 | Lance Stroll     | Aston Martin Aramco-Mercedes | 1'13"766 | 1'13"082 | 1'12"994 | 5       |
| 7                           | 31 | Esteban Ocon     | Alpine-Renault               | 1'13"433 | 1'13"001 | 1'13"083 | 6       |
| 8                           | 27 | Nico Hülkenberg  | Haas-Ferrari                 | 1'13"420 | 1'13"283 | 1'13"229 | 7       |
| 9                           | 14 | Fernando Alonso  | Aston Martin Aramco-Mercedes | 1'13"747 | 1'13"098 | 1'13"507 | 8       |
| 10                          | 81 | Oscar Piastri    | McLaren-Mercedes             | 1'13"691 | 1'13"059 | 1'13"682 | 9       |
| 11                          | 11 | Sergio Pérez     | Red Bull Racing-Honda RBPT   | 1'13"874 | 1'13"334 | N.D.     | 11      |
| 12                          | 63 | George Russell   | Mercedes                     | 1'13"326 | 1'13"447 | N.D.     | 12      |
| 13                          | 24 | Zhou Guanyu      | Alfa Romeo-Ferrari           | 1'13"677 | 1'13"521 | N.D.     | 13      |
| 14                          | 21 | Nyck de Vries    | AlphaTauri-Honda RBPT        | 1'13"581 | 1'14"083 | N.D.     | 14      |
| 15                          | 22 | Yuki Tsunoda     | AlphaTauri-Honda RBPT        | 1'13"862 | 1'14"477 | N.D.     | 15      |
| 16                          | 77 | Valtteri Bottas  | Alfa Romeo-Ferrari           | 1'13"977 | N.D.     | N.D.     | 16      |
| 17                          | 20 | Kevin Magnussen  | Haas-Ferrari                 | 1'14"042 | N.D.     | N.D.     | 17      |
| 18                          | 23 | Alexander Albon  | Williams-Mercedes            | 1'14"063 | N.D.     | N.D.     | 18      |
| 19                          | 16 | Charles Leclerc  | Ferrari                      | 1'14"079 | N.D.     | N.D.     | PL      |
| 20                          | 2  | Logan Sargeant   | Williams-Mercedes            | 1'14"699 | N.D.     | N.D.     | PL      |
| Tempo limite 107%: 1'18"042 |    |                  |                              |          |          |          |         |

In grassetto sono indicate le migliori prestazioni in Q1, Q2 e Q3.

## Gara

### Resoconto
Prima della gara, sulla vettura di Charles Leclerc viene installata la terza unità relativa al sistema di recupero dell'energia, la quarta unità relativa all'unità di controllo elettronico, la terza scatola del cambio e la terza trasmissione. Il pilota monegasco della Ferrari è penalizzato di quindici posizioni sulla griglia di partenza in quanto i primi due nuovi componenti installati superano quelli utilizzabili nel numero massimo stabilito dal regolamento tecnico. A causa delle modifiche al set up delle sospensioni sotto il regime di parco chiuso, Leclerc è costretto a partire dalla pit lane, così come Logan Sargeant.
In griglia solo le due Red Bull Racing montano gomme medie. Tutti gli altri optano per le gomme morbide. Usa le medie anche Logan Sargeant, mentre Leclerc usa le dure; quest'ultimi due piloti partono dalla pit lane. Allo spegnimento dei semafori Verstappen resiste all'attacco di Carlos Sainz Jr.; più dietro c'è un contatto tra Hamilton e Lando Norris, col pilota della McLaren che è costretto ad andare subito ai box, per cambiare il musetto della monoposto. Il primo giro si conclude con Stroll, Hamilton, Ocon e Alonso, alle spalle del duo di testa. 
Al settimo giro Russell supera Alonso e, all'ottavo passaggio, Lewis Hamilton ha la meglio su Stroll. Tre giri dopo Russell continua la sua rimonta, recuperando ancora una posizione, superando Ocon. Intorno al decimo giro ha inizio la girandola delle soste tra i piloti nelle retrovie, che montano tutti la gomma hard. Al quattordicesimo passaggio si ferma, per la sua prima sosta, Ocon, seguito, due giri dopo, da Sainz Jr., che opta per la gomma media, e Stroll. Hamilton scala secondo, staccato però di oltre sette secondi dal leader di gara. Al diciassettesimo giro è il turno di Leclerc, che monta gomma soft come Alonso, che però attende altre tre tornate. I quattro piloti del gruppo di testa, ossia le Red Bull Racing e le Mercedes non hanno ancora effettuato il pit stop: alle spalle di Hamilton c'è il compagno di scuderia Russell, che precede Sergio Pérez, Sainz Jr., Stroll e Ocon. Il duo della scuderia tedesca attende il venticinquesimo e ventiseiesimo giro per la sosta, ne consegue che Pérez e Sainz Jr. si trovano alle spalle del finora incontrastato leader Verstappen. L'olandese attende il ventisettesimo giro per effettuare il pit stop e montare gomma hard, seguito poco dopo dal suo compagno di scuderia, che scende in nona posizione. Hamilton recupera rapidamente su Sainz Jr., e, al ventottesimo passaggio, si riporta in seconda posizione.
Al trentunesimo giro Pérez strappa l'ottava piazza a Fernando Alonso. Tre giri dopo passa anche Yuki Tsunoda. Ancora un giro e il messicano supera sia Ocon che Stroll, riportandosi in quinta posizione, alle spalle di Russell. Alla trentacinquesima tornata Sainz Jr. deve cedere la terza posizione a Russell, che sorpassa il pilota di casa alla staccata di curva 1. Al quarantaduesimo giro entrambi i piloti ferraristi si fermano, per il nuovo cambio gomme, montando pneumatici a mescola dura: Sainz Jr. rientra sesto, mentre Leclerc quattordicesimo.
A tre quarti di gara Verstappen conduce con oltre 16 secondi di margine su Hamilton, 35 su Pérez, quasi 49 su Russell. Quest'ultimo effettua il cambio gomme; poco dopo anche Alonso si ferma per un nuovo cambio degli pneumatici, e rientra in gara decimo, ma recupera presto la settima posizione, portandosi alle spalle di Lance Stroll. Pochi giri dopo deve fermarsi anche Pérez. Il messicano ora si trova alle spalle di Sainz Jr., ma non ha grandi problemi a riprendere la quarta piazza. A Verstappen viene esposta la bandiera bianconera, per non aver rispettato i limiti del tracciato più volte. Questo però non frena il campione del mondo che coglie anche il giro veloce di gara dopo aver effettuato la seconda sosta e montato le gomme soft. Tsunoda viene penalizzato di cinque secondi, per una manovra difensiva, giudicata troppo pericolosa, su Zhou Guanyu.
Max Verstappen vince la sua quarantesima gara valida per il mondiale di Formula 1, sette anni dopo il primo successo, arrivato sempre nel Gran Premio di Spagna e sempre con la Red Bull Racing, alla prima gara con il costruttore austriaco, all'epoca il pilota più giovane della storia della Formula 1 a trionfare in un Gran Premio. Il campione del mondo vince il quinto Gran Premio in stagione, la terza gara consecutiva, nonché il terzo successo nel Gran Premio di Spagna, bissando il trionfo dell'edizione precedente del 2022. Per la Red Bull Racing è la settima vittoria consecutiva in stagione su altrettante gare, la novantanovesima della propria storia e la quinta complessiva sul circuito di Catalogna, confermandosi vittoriosa per il secondo anno di fila dopo la vittoria proprio di Verstappen nel 2022. Hamilton, secondo, ottiene l'undicesimo podio a Barcellona, a una lunghezza dal record di Michael Schumacher. Gli ultimi sette podi conquistati dal britannico hanno valso la seconda posizione. L'ultimo successo avvenne nel Gran Premio d'Arabia Saudita 2021. Hamilton ottiene il duecentosettantacinquesimo piazzamento a punti in carriera nella sua trecentodiciassettesima gara. Con Russell terzo, al primo podio in stagione, la Mercedes presenta due vetture a podio per la prima volta in campionato. Quarto all'arrivo, Pérez è distante cinquantatré punti dal leader Verstappen, l'equivalente di più di due gare vinte e con l'ottenimento del punto addizionale del giro più veloce in entrambi casi. Sainz Jr., quinto, è il pilota più alto in classifica piloti, al sesto posto, senza ancora aver ottenuto un podio in stagione. Lo spagnolo mantiene il record di punti conquistati in tutti i nove Gran Premi di casa disputati, nonostante non sia finito a podio in nessuno di esso. Stroll, sesto, precede il compagno di squadra Alonso in gara per la prima volta in campionato e termina una striscia di gare senza ottenere punti. Con la settima posizione, il nativo di Oviedo termina per la prima volta in stagione fuori dai primi quattro posti. Per Alonso è stato il miglior risultato nel Gran Premio di casa dal sesto posto con la Ferrari ottenuto nell'edizione del 2014. Ocon, ottavo, ottiene punti per la terza gara di fila, mentre Zhou, nono, pareggia il miglior risultato stagionale ottenuto nel Gran Premio d'Australia. Gasly termina decimo, nella stessa posizione da cui è partito, dopo aver ricevuto due penalità con l'arretramento di tre posizioni in griglia di partenza al termine delle qualifiche. L'Alpine va a punti con entrambi i piloti per la terza gara consecutiva. Leclerc, undicesimo, non ottiene punti in tre delle prime sette gare dell'anno. Verstappen si porta a una lunghezza dalle vittorie totali nella categoria di Ayrton Senna, segnando un hat trick di vittorie dopo i trionfi nei Gran Premi di Miami e Monaco. Per il leader della classifica piloti è stato il terzo Grand Chelem (pole position, giro veloce e vittoria del Gran Premio conducendo tutti i giri in testa), dopo il Gran Premio dell'Emilia-Romagna 2022, e il sesto hat trick (pole position, giro veloce e vittoria), dopo il Gran Premio d'Olanda 2022, in carriera in Formula 1. È stato anche il nono Gran Premio per Verstappen condotto dal primo all'ultimo giro. L'olandese vede la bandiera a scacchi per la ventiseiesima gara consecutiva, la striscia più lunga con la Red Bull Racing, sorpassando di una lunghezza Daniel Ricciardo, con la sequenza segnata tra il 2015 e il 2016. Verstappen segna anche ventisei Gran Premi consecutivi a punti, striscia iniziata nel Gran Premio dell'Emilia-Romagna 2022, al quarto posto di sempre nella storia del mondiale per la striscia del maggior numero di gare arrivate a punti. Egli si piazza anche al sesto posto di sempre per il maggior numero di giri condotti in testa, superando Nigel Mansell con 2 089. Con Hamilton secondo, Verstappen e il britannico terminano primo e secondo in una gara per la trentancinquesima volta, con Hamilton vincitore venti volte e Verstappen quindici. Il campione del mondo, che ha terminato tutte le gare del campionato al primo o secondo posto, condivide con Hamilton il podio per la cinquantacinquesima volta, a una lunghezza dal record nella storia della categoria dei podi condivisi dal britannico e da Sebastian Vettel. Oltre alla novantanovesima vittoria, per la Red Bull Racing è stata anche la centesima nella storia del team considerando i giorni come Stewart Grand Prix, grazie alla vittoria di Johnny Herbert nel Gran Premio d'Europa 1999. Entrambe le vetture della scuderia austriaca hanno condotto ogni giro degli ultimi tre Gran Premi. L'ultimo team a riuscirci fu la Mercedes nella stagione 2020 durante i Gran Premi della Toscana, di Russia e dell'Eifel. Con il doppio podio conquistato, la Mercedes supera l'Aston Martin per il secondo posto in classifica costruttori. Per la quindicesima volta nella storia della massima categoria, di cui le ultime undici gare a partire dal 2015, non si sono verificati ritiri, occorrenza verificatasi per l'ultima volta nel Gran Premio di Miami. Per la seconda volta nelle ultime tre gare, non ci sono stati né ritiri, né bandiere gialle e né safety car. Inoltre, è la terza gara consecutiva in cui non si è fatto uso né della vettura di sicurezza, né della virtual safety car. I meccanici della Red Bull Racing stabiliscono il primato stagionale di tempo per una sosta ai box durante un pit stop di Pérez, con 2"07. Il precedente record apparteneva alla Ferrari per una sosta ai box di Leclerc con 2"10 nel Gran Premio d'Arabia Saudita. Il giro più veloce della gara di 1'16"330 appannaggio di Verstappen rappresenta il rilievo cronometrico più rapido in gara sul circuito di Catalogna, con la nuova configurazione. È anche il secondo tempo più rapido fra tutte le sei configurazioni utilizzate fin dal debutto del circuito nel calendario del campionato mondiale, nella stagione 1991, dietro all'1'15"641 stabilito da Giancarlo Fisichella su Renault nella configurazione usata durante l'edizione del 2005. Nelle sessioni ufficiali durante il weekend di gara il tempo più veloce è sempre stato appannaggio di Verstappen, tranne che per la Q1, in cui il più rapido è risultato Hamilton. Il campione del mondo è risultato il più veloce nelle tre sessioni di prove libere, in Q2 e in Q3, cui è valsa la pole position, oltre a vincere la gara conducendola per tutti i suoi giri e segnando il giro più veloce.
Sono stati cancellati nove tempi dai commissari sportivi ai piloti per non aver rispettato i limiti della pista, durante la gara. Si sono visti cancellare il tempo tre volte Max Verstappen (due volte alla curva 5 e una volta alla curva 10), due volte Kevin Magnussen (una volta alla curva 2 e una volta alla curva 9), una volta Nico Hülkenberg (alla curva 9), Fernando Alonso (alla curva 13), Lando Norris (alla curva 9) e Zhou Guanyu (alla curva 9).

### Risultati
I risultati del Gran Premio sono i seguenti:
| Pos | Nº | Pilota           | Costruttore                  | Giri | Tempo/Ritiro | Griglia | Punti |
| --- | -- | ---------------- | ---------------------------- | ---- | ------------ | ------- | ----- |
| 1   | 1  | Max Verstappen   | Red Bull Racing-Honda RBPT   | 66   | 1h27'57"940  | 1       | 26    |
| 2   | 44 | Lewis Hamilton   | Mercedes                     | 66   | +24"090      | 4       | 18    |
| 3   | 63 | George Russell   | Mercedes                     | 66   | +32"389      | 12      | 15    |
| 4   | 11 | Sergio Pérez     | Red Bull Racing-Honda RBPT   | 66   | +35"812      | 11      | 12    |
| 5   | 55 | Carlos Sainz Jr. | Ferrari                      | 66   | +45"698      | 2       | 10    |
| 6   | 18 | Lance Stroll     | Aston Martin Aramco-Mercedes | 66   | +1'03"320    | 5       | 8     |
| 7   | 14 | Fernando Alonso  | Aston Martin Aramco-Mercedes | 66   | +1'04"127    | 8       | 6     |
| 8   | 31 | Esteban Ocon     | Alpine-Renault               | 66   | +1'09"242    | 6       | 4     |
| 9   | 24 | Zhou Guanyu      | Alfa Romeo-Ferrari           | 66   | +1'11"878    | 13      | 2     |
| 10  | 10 | Pierre Gasly     | Alpine-Renault               | 66   | +1'13"530    | 10      | 1     |
| 11  | 16 | Charles Leclerc  | Ferrari                      | 66   | +1'14"419    | PL      |       |
| 12  | 22 | Yuki Tsunoda     | AlphaTauri-Honda RBPT        | 66   | +1'15"416    | 15      |       |
| 13  | 81 | Oscar Piastri    | McLaren-Mercedes             | 65   | +1 giro      | 9       |       |
| 14  | 21 | Nyck de Vries    | AlphaTauri-Honda RBPT        | 65   | +1 giro      | 14      |       |
| 15  | 27 | Nico Hülkenberg  | Haas-Ferrari                 | 65   | +1 giro      | 7       |       |
| 16  | 23 | Alexander Albon  | Williams-Mercedes            | 65   | +1 giro      | 18      |       |
| 17  | 4  | Lando Norris     | McLaren-Mercedes             | 65   | +1 giro      | 3       |       |
| 18  | 20 | Kevin Magnussen  | Haas-Ferrari                 | 65   | +1 giro      | 17      |       |
| 19  | 77 | Valtteri Bottas  | Alfa Romeo-Ferrari           | 65   | +1 giro      | 16      |       |
| 20  | 2  | Logan Sargeant   | Williams-Mercedes            | 65   | +1 giro      | PL      |       |

Max Verstappen riceve un punto addizionale per aver segnato il giro più veloce della gara.

## Classifiche mondiali

### Piloti
| Pos | Pilota           | Punti |
| --- | ---------------- | ----- |
| 1   | Max Verstappen   | 170   |
| 2   | Sergio Pérez     | 117   |
| 3   | Fernando Alonso  | 99    |
| 4   | Lewis Hamilton   | 87    |
| 5   | George Russell   | 65    |
| 6   | Carlos Sainz Jr. | 58    |
| 7   | Charles Leclerc  | 42    |
| 8   | Lance Stroll     | 35    |
| 9   | Esteban Ocon     | 25    |
| 10  | Pierre Gasly     | 15    |
| 11  | Lando Norris     | 12    |
| 12  | Nico Hülkenberg  | 6     |
| 13  | Oscar Piastri    | 5     |
| 14  | Valtteri Bottas  | 4     |
| 15  | Zhou Guanyu      | 4     |
| 16  | Yuki Tsunoda     | 2     |
| 17  | Kevin Magnussen  | 2     |
| 18  | Alexander Albon  | 1     |

### Costruttori
| Pos | Costruttore                  | Punti |
| --- | ---------------------------- | ----- |
| 1   | Red Bull Racing-Honda RBPT   | 287   |
| 2   | Mercedes                     | 152   |
| 3   | Aston Martin Aramco-Mercedes | 134   |
| 4   | Ferrari                      | 100   |
| 5   | Alpine-Renault               | 40    |
| 6   | McLaren-Mercedes             | 17    |
| 7   | Haas-Ferrari                 | 8     |
| 8   | Alfa Romeo-Ferrari           | 8     |
| 9   | AlphaTauri-Honda RBPT        | 2     |
| 10  | Williams-Mercedes            | 1     |

## Decisioni della FIA
Al termine della gara, la scuderia tedesca Mercedes viene convocata dai commissari sportivi per non aver rispettato le procedure da seguire stabilite dalla direzione gara al termine di essa, violando le istruzioni del parco chiuso. Il costruttore viene sanzionato con 10 000 euro da parte della Federazione.